# Еник тип H3
Еник тип H3 (фр. Unic Type H3) је аутомобил произведен 1933. године од стране француског произвођача аутомобила Еник, и то је био задњи аутомобил са 8-цилиндричним мотором који је произвео Еник. 